# (697) Galilea
(697) Galilea (Galilée) est un astéroïde de la ceinture principale, en orbite autour du Soleil entre les planètes Mars et Jupiter, découvert par l'astronome allemand Joseph Helffrich le 14 février 1910, nommé Galilée le 1er octobre 1946 en l'honneur du célèbre physicien astronome italien du XVIIe siècle pour l'occasion du 300e anniversaire de ses découvertes des Lunes galiléenne en 1610.

## Galilée

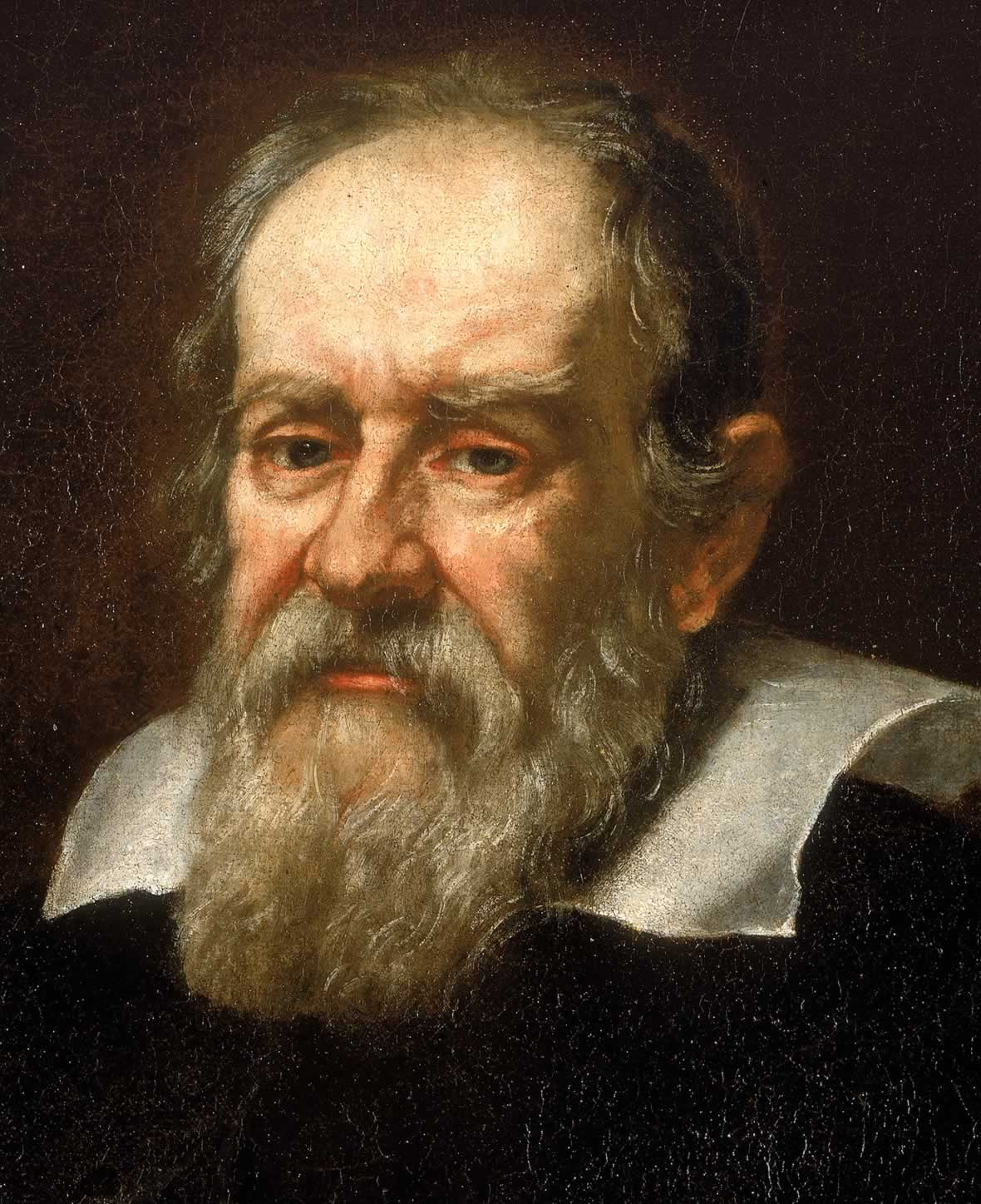
Portrait de l'astronome physicien italien Galilée (1564-1642) par Giusto Sustermans en 1636.